# District de Đăk Song
Đăk Song est un district de la province de Đắk Nông dans les hauts Plateaux du Centre au Viêt Nam. 

## Géographie
La superficie du district est de 808 km2. 
Le chef-lieu du district est Đăk Song.